# Metamagnusia
Metamagnusia é um gênero de anfíbios da família Microhylidae.
As seguintes espécies são reconhecidas:
- Metamagnusia marani Günther, 2009
- Metamagnusia slateri (Loveridge, 1955)